# Ewald Friedrich von Hertzberg
Ewald Friedrich von Hertzberg (født 2. september 1725, død 27. maj 1795) var en preussisk greve og statsmand.
von Hertzberg, der var af pommersk adelsæt, kastede sig tidlig over studiet af Brandenburgs og dets fyrstehuses historie og blev 1747 ansat i Statsarkivet, hvor han gjorde forarbejder for kong Frederik II til hans Mémoires pour servir à l’histoire de Brandebourg (1751). Han skrev 1756 den memoire om hofferne i Dresden og Wien, som udsendtes til Forsvar for Fredsbrudet, og blev næste år gehejmeråd og statssekretær; udarbejdede alle de statsskrifter, som udkom under Syvaarskrigen, og førte 1762—63 fredsunderhandlingerne. Han blev derefter den ene udenrigsminister, tog vigtig del i Polens deling 1772, men måtte senere i flere spørgsmål handle imod sine egne meninger efter kongens udtrykkelige bud. 
Straks efter tronskiftet 1786 blev han greve og fik nu friere hænder til at styre statens udenrigske politik. Han arbejdede for at skaffe Preussen en ledende stilling i Europa ved forbund med England og Rusland; fremkaldte 1787 indblandingen i Holland og deltog 1788 i at tvinge Danmark til at standse angrebet på Sverige. Under Ruslands og Østrigs krig med Tyrkiet opgav han tanken om forbund med Rusland og nærmede sig tværtimod Polen og Tyrkiet; også ønskede han at tvinge Østrig til at give Galizien tilbage til Polen imod at få de rumænske lande til vederlag. 
Men da Frederik Vilhelm II juli 1790 lod sig forlede til forliget i Reichenbach og således helt fornægtede hans politik, der hvilede på fjendskab mod Østrig, trak han sig juli 1791 tilbage fra statstjenesten. Han misbilligede 1793 Polens anden deling og ønskede 1794 fred med den franske republik. 1789—95 udkom Recueil des déductions, manifestes et traités, qui ont été rédigés par le cour de Prusse 1758—90 og 1795 hans Œuvres politiques.